# 21087 Petsimpallas
21087 Petsimpallas è un asteroide della fascia principale. Scoperto nel 1992, presenta un'orbita caratterizzata da un semiasse maggiore pari a 2,6807535 UA e da un'eccentricità di 0,1825546, inclinata di 11,18920° rispetto all'eclittica.